# Johannes Schirmer

Johannes Schirmer

Johannes Schirmer (* 8. Juni 1877 in Deuben; † 21. November 1950 in Pillnitz) war ein deutscher Politiker (SPD).

## Leben und Wirken
Nach dem Besuch der Volksschule in Dresden absolvierte Schirmer eine Tapeziererlehre. Ergänzend dazu besuchte er die Fachschule in Dresden. In den Jahren 1908 bis 1913 arbeitete er als Lagerhalter des Dresdner Konsumvereins Vorwärts in Sebnitz. Von 1913 bis 1923 war Schirmer Geschäftsleiter der Pirnaer Volkszeitung. Ab 1915 nahm Schirmer am Ersten Weltkrieg teil. 1916 wurde er an der Somme und 1917 in der Champagne schwer verwundet. 1918 kehrte er infolgedessen in die Heimat zurück.
Bereits 1895 war Schirmer in die Sozialdemokratische Partei Deutschlands (SPD) und in die Gewerkschaftsbewegung eingetreten. 1917 verließ Schirmer die SPD und schloss sich der Unabhängigen Sozialdemokratischen Partei Deutschlands (USPD) an, einer während des Kriegs gegründeten neuen Partei, die sich vor allem aus Vertretern des linken Flügels der SPD rekrutierte, die die Kriegspolitik der SPD-Führung ablehnten. In den folgenden Jahren betätigte er sich für die USPD unter anderem auch agitatorisch.
Bei der ersten Reichstagswahl der Weimarer Republik im Juni 1920 wurde Schirmer als Kandidat der USPD für den Wahlkreis 31 (Dresden-Bautzen) in den Reichstag gewählt. 1922 kehrte Schirmer zur SPD zurück, deren Parlamentsfraktion er sich auch anschloss. Bei den folgenden fünf Reichstagswahlen – im Mai und Dezember 1924, März 1928, September 1930 und Juli 1932 – wurde sein Mandat jeweils bestätigt. Nach einer Neunummerierung der Wahlkreise figurierte Schirmers Wahlkreis nun allerdings als Wahlkreis 28. Nachdem er bei der Wahl vom November 1932 vorübergehend aus dem Reichstag ausgeschieden war, konnte Schirmer anlässlich der Wahl vom März 1933 ins Parlament zurückkehren, dem er nun bis zum Juni desselben Jahres angehörte. In diesem Monate bekam er sein Mandat – wie alle anderen Abgeordneten der SPD – aberkannt. Das wichtigste parlamentarische Ereignis an dem Schirmer sich während seiner Abgeordnetenzeit beteiligte, war die Abstimmung über das Ermächtigungsgesetz im März 1933: Schirmer war dabei einer von nur 94 Abgeordneten, die gegen die Annahme des Gesetzes stimmten, das mit 444 zu 94 Stimmen angenommen wurde.
Daneben bekleidete Schirmer eine Reihe politischer Ämter auf lokaler Ebene: Von 1919 bis 1921 war er Mitglied der Stadtverordnetenversammlung und von 1921 bis 1923 Stadtverordnetenvorsitzender in Pirna. Ferner war er Mitglied der Bezirksversammlung und des Bezirksausschusses der der Amtshauptmannschaft Pirna. Von Mai 1923 bis 1924 war er Amtshauptmann und Vorstand des Bezirksverbandes der Amtshauptmannschaft Freiberg. 1925 wurde er aus politischen Gründen in den einstweiligen Wartestand versetzt.